# Contea di Hickory
La contea di Hickory in inglese Hickory County è una contea dello Stato del Missouri, negli Stati Uniti. La popolazione al censimento del 2000 era di 8 940 abitanti. Il capoluogo di contea è Hermitage